# Скитникът от платата
„Скитникът от платата“ (на английски: High Plains Drifter) е американски пълнометражен игрален филм уестърн от 1973 година, режисиран от Клинт Истууд.

## Сюжет
Внимание:  Текстът по-долу разкрива сюжета на произведението (или части от него)!
Мистериозен яздач от платата, пристига в изолирания миньорски град Лаго в Стария запад на Америка. Трима въоръжени мъже, наети да защитават града, се подиграват с него и го заплашват. Той убива и тримата с малко усилия. Когато привлекателната, руса жителка на града Кали Травърс кокетно го обижда, той я изнасилва в конюшнята. През ноща в хотелската си стая, непознатия сънува Джим Дънкан, американски маршал, бит с камшик до смърт от разбойниците Стейси Бриджис и братята Дан и Коул Карлин, докато гражданите на Лаго гледат мълчаливо и не му помагат.
На следващия ден Кали Травърс стреля по непознатия, докато той се къпе. Въпреки че изстрелите изглеждат точни, непознатия излиза невредим. Градският съвет на Лаго, който трябва да замени тримата стрелци, предлага на непознатия всичко, което поиска, за да защити града от Бриджис и семейство Карлин, които скоро ще бъдат освободени от затвора. Постепенно се разкрива, че жителите на града са наели престъпниците да убият Дънкан, когато той открива, че местната златна мина е незаконно изкопана върху държавна земя и ще трябва да бъде затворена, унищожавайки препитанието на града. След това жителите на града се наговарят да набедят престъпниците за кражба на злато, за да не им платят, и ги пращат в затвора. Бандитите се заклеват да отмъстят.
Непознатият приема работата и се възползва напълно от сделката. Той назначава потъпквано от всички жители джудже на име Мордекай едновременно за шериф и кмет, осигурява на индианец и децата му одеяла и бонбони, когато магазинерът отказва да ги обслужи, получава ново седло и ботуши и принуждава салона да сервира на всички безплатни напитки. По-късно той нарежда на собствениците на хотела Луис и Сара Белдинг и всички останали гости да напуснат хотела, като остав единствен обитател.
Кали Травърс и няколко мъже, включително Морган Алън, решават да убият непознатия. След като прави секс с него в стаята му, Кали се измъква, когато влизат трима мъже. Докато те стрелят по манекен в леглото, непознатият хвърля пръчка динамит в стаята, унищожавайки по-голямата част от хотела и убивайки двама мъже. След това той застрелва двама от нападателите си отвън, докато Морган бяга, ранен. Непознатият завлича Сара Белдинг, която рита и крещи, в спалнята ѝ (единствената стая в хотела, която не е повредена), където правят секс. На следващата сутрин Сара казва на непознатия, че Дънкан не може да почива в мир, защото градът го е погребал в немаркиран гроб.
Непознатият събира група граждани, които да защитават града и ги кара да тренират стрелба, но скоро разбира, че никой няма необходимите умения. За да държи жителите на града заети, той нарежда всяка сграда в града да бъде боядисана в кърваво червено. След това той напуска града без обяснение, следвайки ранения Морган. Преди да си тръгне, той рисува над табелата на града една-единствена дума „Ад“.
Непознатият намира Бриджис и братята Карлин, които току-що са довършили Морган Алън, и ги тормози с динамит и стрелба с пушки, карайки престъпниците да повярват, че жителите на града са отговорни. Връщайки се в Лаго, непознатият инспектира подготовката – целият град е боядисан в червено, въоръжени мъже по покривите, маси за пикник, отрупани с храна и напитки, и голям плакат „ДОБРЕ ДОШЛИ У ДОМА, МОМЧЕТА“ – след което той мълчаливо си тръгва отново. Разбойниците пристигат и лесно преодоляват слабата съпротива на жителите на града, всички защитници са убити, като оцелелите се събират в салона.
Непознатият примамва един от братята Карлин навън и го бие с камшик до смърт, след което убива останалите престъпници един по един. Белдинг, насочващ пушка към гърба на непознатия, е застрелян от Мордекай. На следващата сутрин непознатият язди покрай Мордекай в гробището. Мордекай казва: „Знаеш ли, никога не съм знаел името ти“. Непознатият отговаря: „Да, имаш го“. Докато непознатият язди към пустинята, объркан Мордекай стои до надгробния камък, на който току-що е завършил гравирането: „Маршал Джим Дънкан, почивай в мир“.

## В ролите
| Изпълнител   | Роля           |
| ------------ | -------------- |
| Клинт Истууд | Странникът     |
| Верна Блум   | Сара Белдинг   |
| Мариана Хил  | Кали Травърс   |
| Били Къртис  | Мордекай       |
| Мичъл Райън  | Дейв Дрейк     |
| Джак Гинг    | Морган Алън    |
| Стефан Гираш | Джейсън Хобарт |
| Тед Хартли   | Луис Белдинг   |
| Джефри Луис  | Стейси Бриджис |
| Дан Вадис    | Дан Карлин     |